# مایسا کارا
مایسا کارا (انگلیسی: Mayssa Karaa؛ زادهٔ ۱۹۸۹) خواننده نامزد جایزه گرمی اهل لبنان-ایالات متحده آمریکا است. وی در سال ۲۰۰۷ به بوستن نقل مکان نمود و در سال ۲۰۱۲ از کالج موسیقی برکلی فارغ‌التحصیل شد.  